# CBLN4
CBLN4 (англ. Cerebellin 4 precursor) – білок, який кодується однойменним геном, розташованим у людей на довгому плечі 20-ї хромосоми. Довжина поліпептидного ланцюга білка становить 201 амінокислот, а молекулярна маса — 21 808.
| 10         |  | 20         |  | 30         |  | 40         |  | 50         |
| ---------- |  | ---------- |  | ---------- |  | ---------- |  | ---------- |
| MGSGRRALSA |  | VPAVLLVLTL |  | PGLPVWAQND |  | TEPIVLEGKC |  | LVVCDSNPAT |
| DSKGSSSSPL |  | GISVRAANSK |  | VAFSAVRSTN |  | HEPSEMSNKT |  | RIIYFDQILV |
| NVGNFFTLES |  | VFVAPRKGIY |  | SFSFHVIKVY |  | QSQTIQVNLM |  | LNGKPVISAF |
| AGDKDVTREA |  | ATNGVLLYLD |  | KEDKVYLKLE |  | KGNLVGGWQY |  | STFSGFLVFP |
| L          |  |            |  |            |  |            |  |            |

A: Аланін

C: Цистеїн

D: Аспарагінова кислота

E: Глутамінова кислота

F: Фенілаланін

G: Гліцин

H: Гістидин

I: Ізолейцин

K: Лізин

L: Лейцин

M: Метіонін

N: Аспарагін

P: Пролін

Q: Глутамін

R: Аргінін

S: Серин

T: Треонін

V: Валін

W: Триптофан

Локалізований у клітинних контактах, синапсах.
Також секретований назовні.
Під час коекспресії CBLN4 здатен формувати гетерогексамер з CBLN1, CBLN2 та CBLN3 .